# Stadio Esseneto
Lo stadio Esseneto è il principale impianto sportivo di Agrigento. In esso vengono disputate le gare casalinghe della società calcistica Akragas.

## Storia
Lo stadio Esseneto è stato adibito a rettangolo di gioco negli anni trenta, e si presentava diversamente da come è oggi. Due tribune laterali ai fianchi del terreno e due curve chiamate allora solamente "prato".
Negli anni novanta lo stadio si trasforma: viene realizzato il campo di gioco in erba, misura 110 metri in lunghezza e 63 in larghezza, vengono realizzate due curve: la Nord (mai collaudata e quindi inagibile) e la Sud frequentata dalla parte del tifo più calorosa.
L'Esseneto ha una capienza massima teorica di 12.000 spettatori.
Ad agosto 2014 è stato rifatto il manto erboso e sono state gettate le basi per la realizzazione in tempi brevi dell'impianto di illuminazione.
Grazie all’interessamento del deputato agrigentino, Calogero Pisano, nel 2024, le somme necessarie alla realizzazione dell’impianto di illuminazione, di cui lo stadio è stato privo sin dalla sua costruzione, sono state inserite nei Fondi per lo Sviluppo e la Coesione (FSC), successivamente, nel 2025, l’Assessorato regionale alle Infrastrutture della Sicilia, guidato dall’assessore Alessandro Aricò, ha emesso il decreto di finanziamento dell’opera.
Ad agosto 2015 hanno avuto inizio i lavori strutturali di adeguamento alla Lega Pro, con il rifacimento della tribuna stampa, dei vari spogliatoi e locali interni e altri adempimenti come l'allestimento di una "Tribuna Vip". Per quanto riguarda l'illuminazione l'Enel nel luglio 2015 ha fatto dei prelievi del terreno in attesa del progetto finale e dell'inizio dei lavori.

## Toponomastica
L'impianto prende il nome dell'atleta akragantino Esseneto, che nei giochi olimpici del 416 e 412 a.C. partecipò con onore vincendo ad Elèa, città della Magna Grecia in territorio campano, nell'attuale provincia di Salerno, nelle gare di velocità dello stadion. 
Vengono inoltre tramandate altre sue imprese legate alle corse con le bighe, con le quali trionfò anche alle Olimpiadi di Atene ed ai giochi di Syrakousai, tanto da avere coniata una medaglia con la sua effigie da un lato, mentre dall'altro un volto di donna circondata da delfini. Di lui si narra che entrò trionfalmente in città accompagnato da 300 bighe di cavalli bianchi.

## Settori
- Tribuna centrale coperta (Tribuna ovest coperta)
- Tribuna stampa
- Tribuna laterale (Tribuna ovest scoperta)
- Gradinata (Tribuna est)
- Curva nord
- Curva sud

## Eventi
Lo stadio ha ospitato, tra l'altro, una partita della Nazionale militare di calcio dell'Italia, un incontro di papa Giovanni Paolo II con i giovani nel maggio 1993, oltre ad alcuni concerti, quali quello dei Pooh negli anni ottanta, di Jovanotti nel 1997 e degli 883 nel luglio 2002.